# Queula
Queula là một thị trấn thống kê (census town) của quận North Goa thuộc bang Goa, Ấn Độ.

## Nhân khẩu
Theo điều tra dân số năm 2001 của Ấn Độ, Queula có dân số 5452 người. Phái nam chiếm 52% tổng số dân và phái nữ chiếm 48%. Queula có tỷ lệ 80% biết đọc biết viết, cao hơn tỷ lệ trung bình toàn quốc là 59,5%: tỷ lệ cho phái nam là 85%, và tỷ lệ cho phái nữ là 74%. Tại Queula, 9% dân số nhỏ hơn 6 tuổi.